# You (canção de Kumi Koda)
You é um single da cantora pop japonesa Koda Kumi lançado em 7 dezembro de 2005. Ele ficou em primeiro lugar no top 200 oficial de singles do Japão. É o primeiro do projeto dos 12 singles semanais consecutivos. O single também inclui a faixa bonus Sweet Kiss.
You ganhou a certificação de platina, pela RIAJ, pelo número de downloads feitos por telefones celulares.

## Formatos e faixas[1]
1. you
2. Sweet Kiss
3. you (instrumental)
4. Sweet Kiss (instrumental)